# 540 Розамунда
540 Розамунда (540 Rosamunde) — астероїд головного поясу, відкритий 3 серпня 1904 року Максом Вольфом у Гейдельберзі.